# Chaussée de Wavre
La chaussée de Wavre (en néerlandais : Waversesteenweg à Ixelles et Auderghem, Steenweg op Waver à Etterbeek) est une rue bruxelloise dans les communes d'Ixelles, d'Etterbeek et de Auderghem qui va de la chaussée d'Ixelles jusqu'à Notre-Dame-au-Bois. Elle devient la A4 dans la forêt de Soignes, en passant par le carrefour Léonard sur le ring de Bruxelles, puis rejoint la N4 pour mener vers Overijse et Wavre. Elle est piétonnière dans sa partie la plus à l'ouest d'Etterbeek, entre l'avenue de Maelbeek et la place Jourdan lorsque la rue de l'Étang semble remplacer son parcours.

## Historique et description
Au début du XVIIIe siècle, l’industrie se développant, le commerce florissant, on ressentait le besoin de pouvoir disposer d'infrastructures de communication. Les marchands de bois, situés à Ixelles, avaient demandé le pavage du chemin vers Auderghem pour acheminer plus aisément le bois de la forêt de Soignes.
En 1726, l’adjudication en deux parties d’une route droite et large appelée à remplacer le vieux Houtweg fut placée :
- Un lot menait d’Etterbeek à Auderghem (Dry Borre) ;
- Un lot menait de la chapelle Het Zavelken à Auderghem à Tervueren.

Deux entrepreneurs commencèrent la construction de cette chaussée. Les travaux furent achevés en 1730. On la nomma chaussée de Bruxelles à Tervueren.
Après 1736, la première section fut prolongée au-delà de DryBorre jusqu’à Notre-Dame au-Bois (Jezus-Eik), puis jusque Wavre. Cette partie fut appelée chaussée de Bruxelles à Wavre.
Sur la carte de Ferraris (1771), la séparation entre les deux routes est nettement visible. À ce carrefour, la chapelle O.L.V. ten Zavel (Notre-Dame du Sablon) avait été érigée par les religieux du Rouge-Cloître, là où commence l’actuelle chaussée de Tervueren, que Charles de Lorraine utilisait abondamment pour se rendre à son château de Tervueren. Non loin de là, à hauteur de l’actuelle rue Idiers, exista une barrière de péage dont le gardien percevait l’argent, qui servait e.a. à l’entretien de la chaussée.
Grâce à la construction de cette chaussée, Auderghem (jadis hameau de Watermael-Boitsfort) a pu se développer économiquement. La route importante attira toutes sortes de métiers et débits de boissons et devint pour la haute bourgeoisie une voie de communication entre leur maison de campagne, à Auderghem ou dans ses environs, et Bruxelles.
Le 1er janvier 1917, la chaussée de Tervueren est renommée en chaussée de Wavre, avec numérotation unique de la porte de Namur jusqu’à la limite d’Auderghem, vers Overijse.

## Inventaire régional des biens remarquables

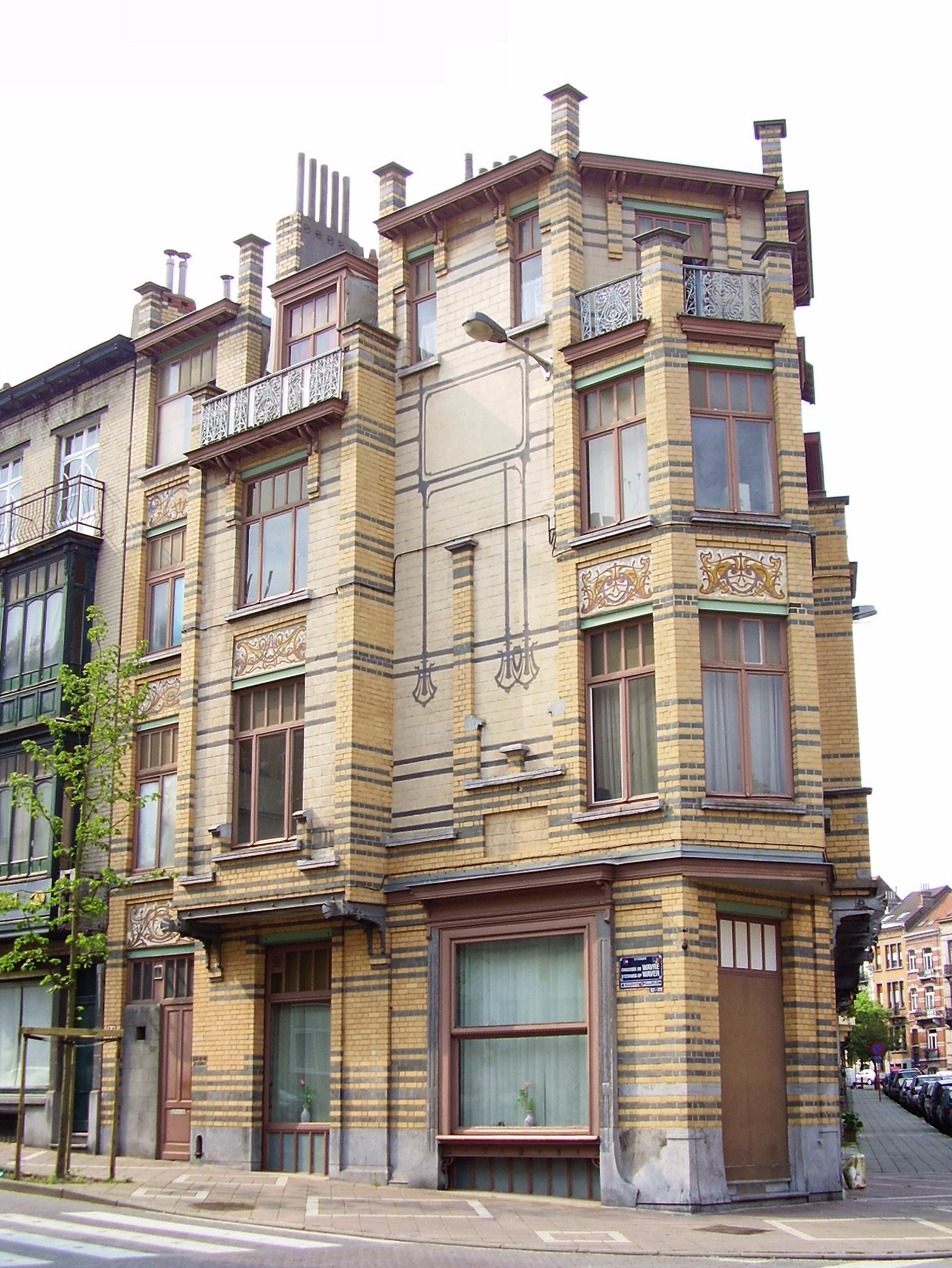
Immeuble de rapport Art nouveau, Gustave Strauven, 1905, chaussée de Wavre 517-519, à Etterbeek
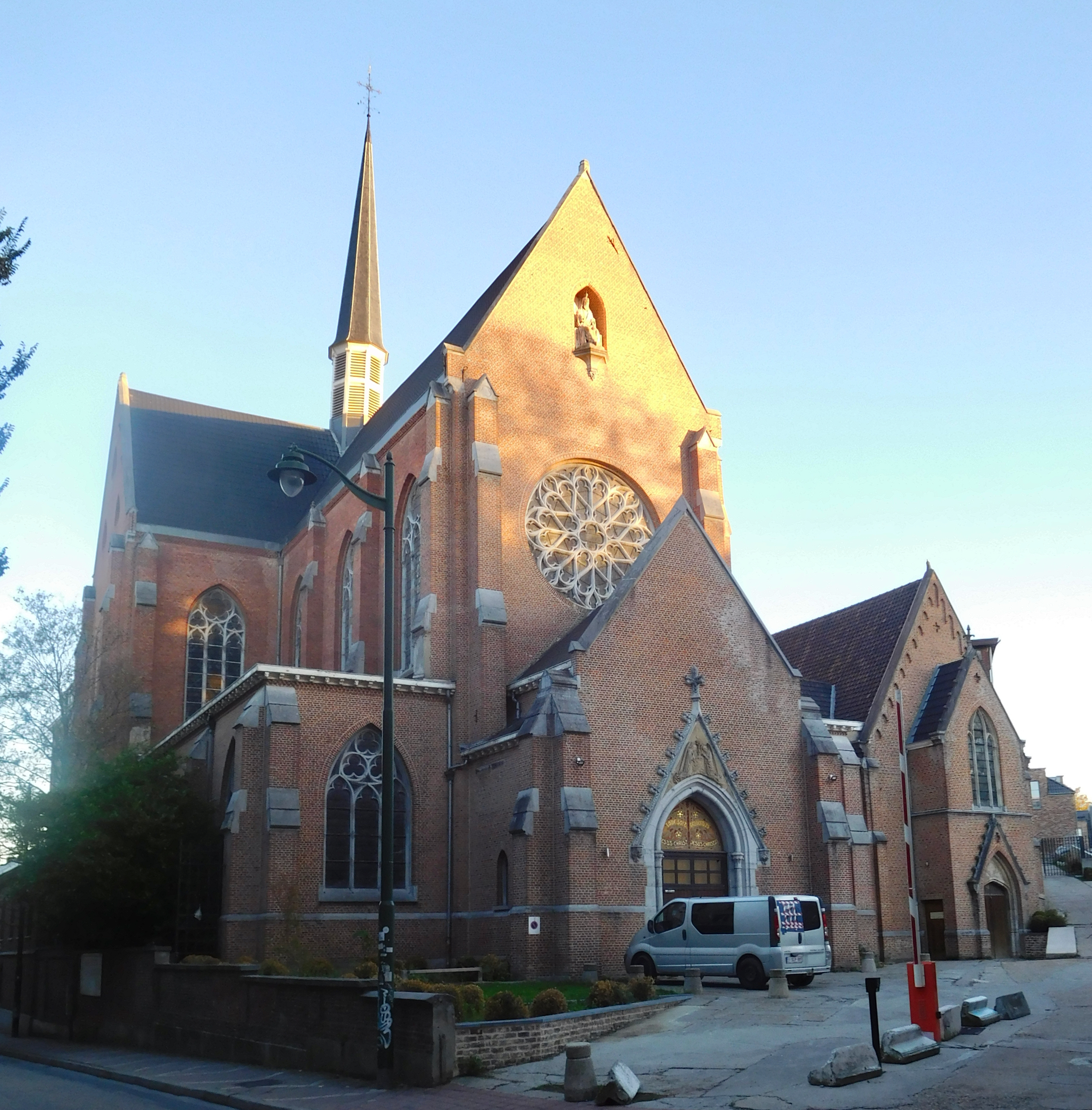
Église du Saint-Sacrement, 1874, chaussée de Wavre 203-205, à Ixelles
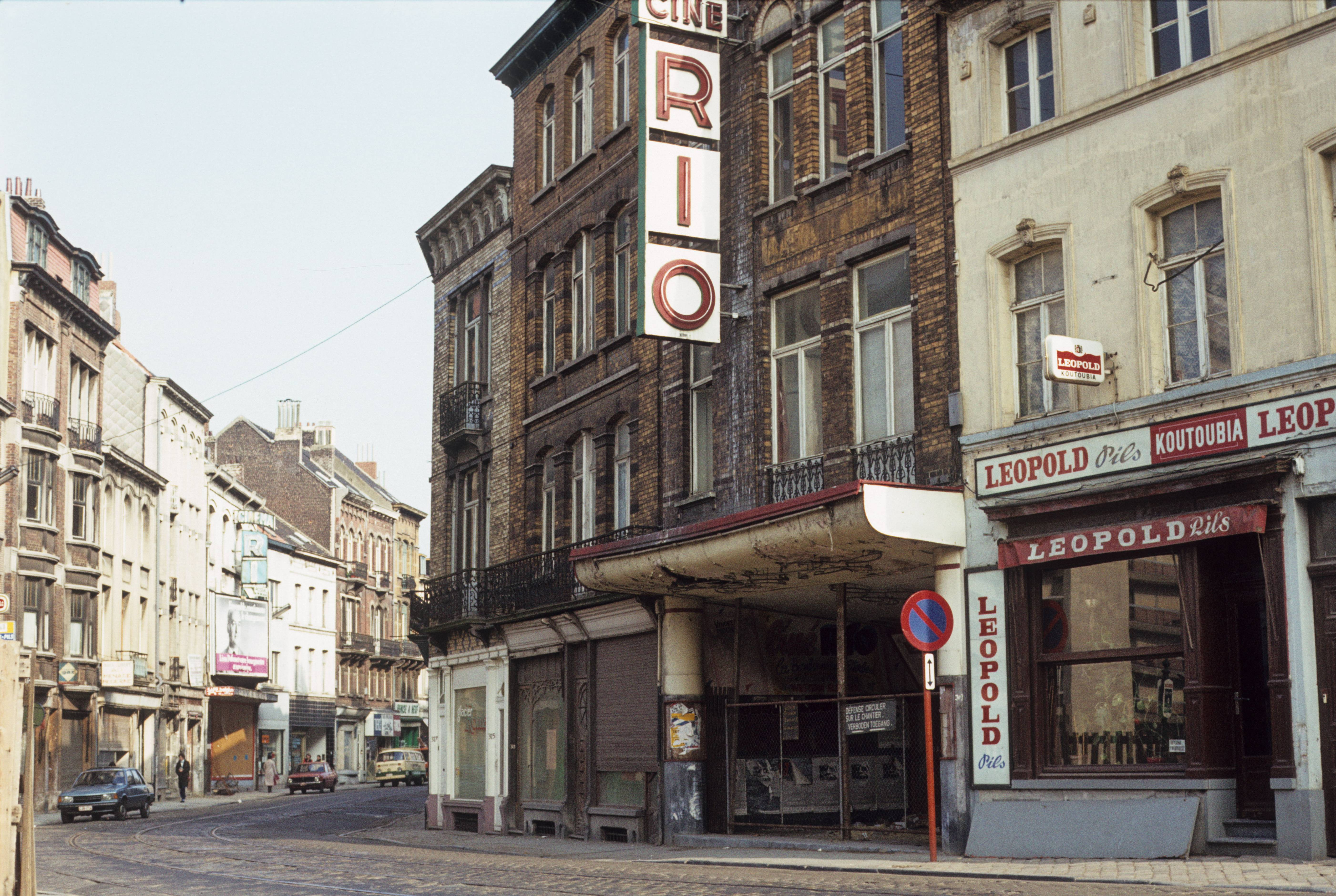
Ancien Ciné Rio, chaussée de Wavre 311, à Etterbeek (1983)
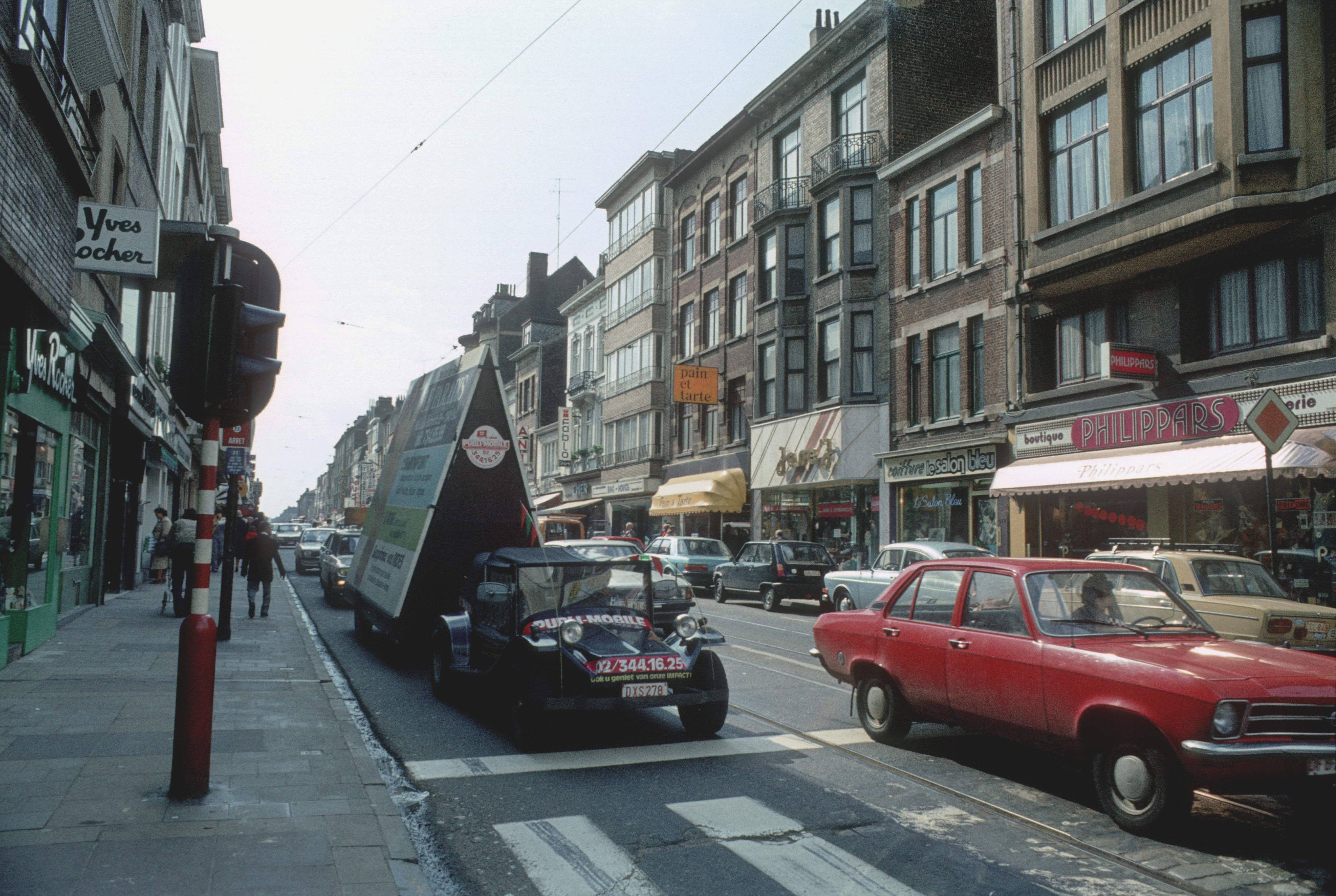
Chaussée de Wavre à la hauteur du carrefour de la Chasse en 1980
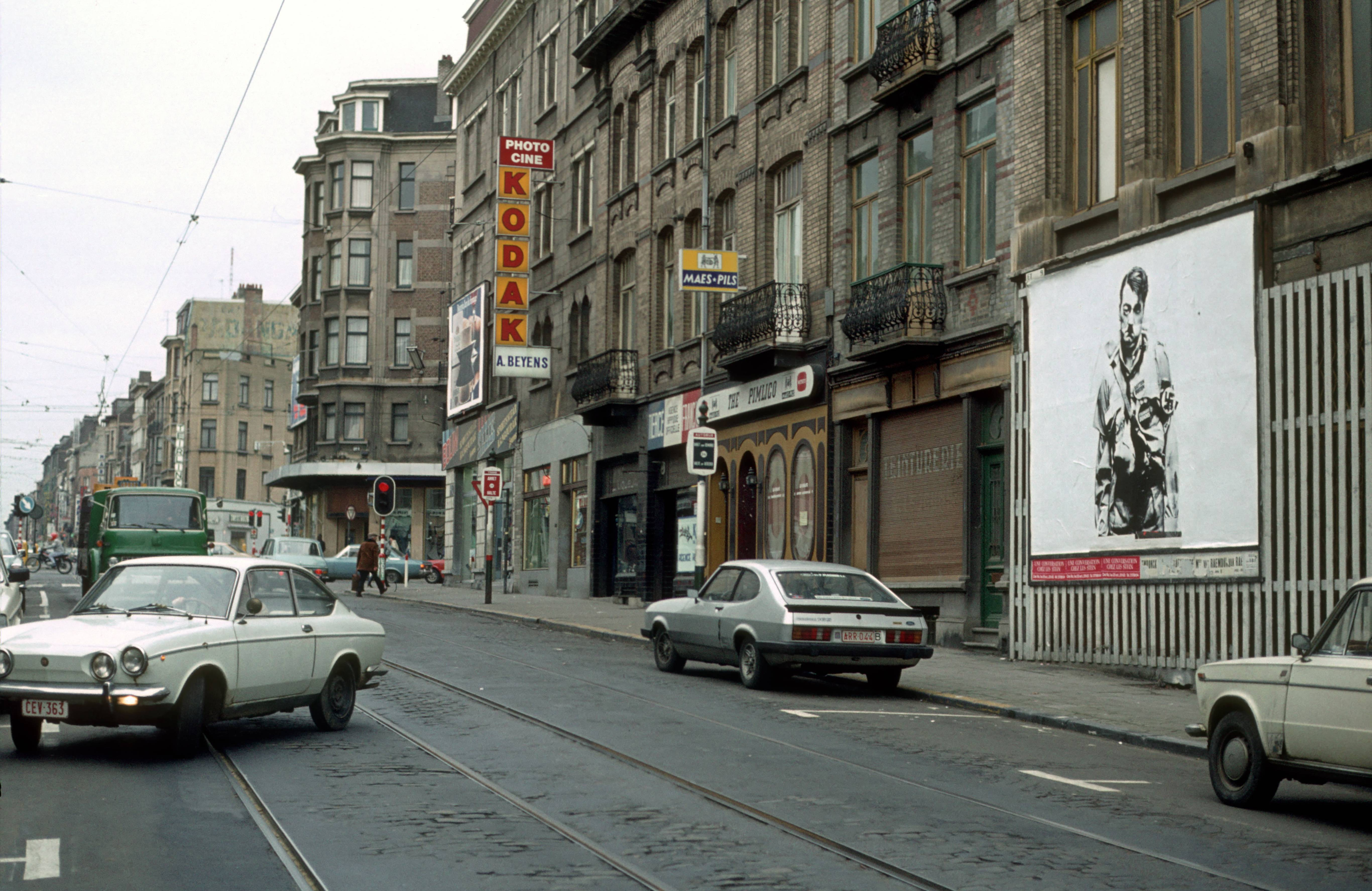
Chaussée de Wavre à la hauteur du carrefour de la Chasse en 1980